# John Steed
Pour les articles homonymes, voir Steed.
Ne doit pas être confondu avec John Stead.
John Steed est un personnage de fiction et le protagoniste central de la populaire série télévisée d'espionnage britannique des années 1960, Chapeau melon et bottes de cuir (The Avengers) et de sa suite en 1976-1977 (The New Avengers).
John Steed est un agent secret d'une branche inconnue des services secrets britanniques. 
Dans le cadre d'aventures mêlant espionnage, mystère, série noire, humour et science-fiction, John Steed résout des énigmes avec l'aide de partenaires, incluant : le Dr. David Keel (1961), Carol Wilson (1961) le Dr. Martin King (1962), Venus Smith (1962–1963), Cathy Gale (1962–1964), Emma Peel (1965–1968), Tara King (1968–1969), Lady Diana Forbes-Blakeney (Jennifer Croxton (en), 1969), Purdey et Mike Gambit (les deux en 1976–1977).

## Interprétation
Le personnage est interprété de 1961 à 1978 par l'acteur britannique Patrick Macnee dans la série originale Chapeau melon et bottes de cuir, puis, en 1998, au cinéma, par Ralph Fiennes dans Chapeau melon et bottes de cuir (The Avengers), un film américain fondé sur la série, mais qui en est une adaptation libre.

## Caractéristiques du personnage
Le personnage de John Steed est un gentleman britannique vêtu d'un chapeau melon sur la tête et d'un parapluie au bras, armé d'une canne-épée. Or, bien que confectionnés en Angleterre, ses costumes sont créés par Pierre Cardin. Il est généralement élégant, poli et urbain, faisant preuve d'un flegme inaltérable et d'un humour très britannique.
Alors qu’il n'était qu'un personnage secondaire dans la première saison de la série, John Steed en devient le héros récurrent à compter de la deuxième saison. Lors de ces deux premières saisons, il apparaît aux côtés du Dr David Keel (1961), joué par l'acteur Ian Hendry et de son assistante, Carol Wilson, interprétée par Ingrid Hafner, puis du Dr Martin King (1962), joué par Jon Rollason (en).
Dans les saisons suivantes, Steed résout de nombreuses énigmes avec l'aide de diverses partenaires féminines :
- l'anthropologue Cathy Gale (jouée par Honor Blackman) dans 17 épisodes de la saison 2 et l'intégralité de la saison 3 ;
- une chanteuse de cabaret, Venus Smith (jouée par Julie Stevens) dans 6 épisodes de la saison 2, qui se caractérise par sa candeur et le fait qu'elle est manipulée par Steed;
- la séduisante Emma Peel (jouée par Diana Rigg), auburn, courageuse, stoïque, championne de la bagarre, durant les saisons 4 et 5 ;
- l'intrépide Tara King (Linda Thorson) durant la saison 6, remplacée, l'espace d'un épisode par Lady Forbes, jouée par Jennifer Croxton ;
- l'énergique Purdey (Joanna Lumley), au cours des saisons 7 et 8, tournées en 1976. Pour les scènes d'action, Purdey est assistée de Mike Gambit (Gareth Hunt).